# 嘉泰 (越南)
嘉泰（1573年—1577年），是大越国后黎朝世宗黎維潭的第一个年号，共计5年。鄭主兼都元帥總國政為成祖平安王鄭松。

## 改元
- 洪福二年——正月一日，改元為嘉泰元年。[1]
- 嘉泰六年——正月一日，改元為光興元年。[2]

## 纪年
| 嘉泰 | 元年    | 2年     | 3年      | 4年      | 5年      |
| ---- | ------- | ------- | -------- | -------- | -------- |
| 公历 | 1573年  | 1574年  | 1575年   | 1576年   | 1577年   |
| 干支 | 癸酉    | 甲戌    | 乙亥     | 丙子     | 丁丑     |
| 莫朝 | 崇康8年 | 崇康9年 | 崇康10年 | 崇康11年 | 崇康12年 |

## 同期存在的其他政權年號
- 越南
  - 崇康（1566年－1578年）：莫朝—莫茂洽之年號
- 中國
  - 萬曆（1573年－1620年）：明朝—明神宗朱翊鈞之年號
- 日本
  - 元龜（1570年－1573年）：正親町天皇之年號
  - 天正（1573年－1592年）：正親町天皇、後陽成天皇之年號